# Municipio de Byrd (Misuri)
El municipio de Byrd (en inglés: Byrd Township) es un municipio ubicado en el condado de Cape Girardeau en el estado estadounidense de Misuri. En el año 2010 tenía una población de 18646 habitantes y una densidad poblacional de 115,02 personas por km².

## Geografía
El municipio de Byrd se encuentra ubicado en las coordenadas 37°23′48″N 89°41′50″O / 37.39667, -89.69722. Según la Oficina del Censo de los Estados Unidos, el municipio tiene una superficie total de 162.12 km², de la cual 162.04 km² corresponden a tierra firme y (0.04%) 0.07 km² es agua.

## Demografía
Según el censo de 2010, había 18646 personas residiendo en el municipio de Byrd. La densidad de población era de 115,02 hab./km². De los 18646 habitantes, el municipio de Byrd estaba compuesto por el 96.16% blancos, el 1.5% eran afroamericanos, el 0.27% eran amerindios, el 0.5% eran asiáticos, el 0.01% eran isleños del Pacífico, el 0.31% eran de otras razas y el 1.25% pertenecían a dos o más razas. Del total de la población el 1.3% eran hispanos o latinos de cualquier raza.